# Найкращі українські бомбардири у єврокубках
Список найкращих бомбардирів-українців та голеадорів українських команд у єврокубкових турнірах (надається зведена статистика голів у всіх євротурнірах).

## Список
станом на 21 жовтня 2011 року:
| №.  | Футболісти          | Сезони    | Клуб (Голи)                                                              | Голи всього |
| --- | ------------------- | --------- | ------------------------------------------------------------------------ | ----------- |
| 1.  | Андрій Шевченко     | 1994/2011 | Динамо (25), Мілан (35), Челсі (7)                                       | 67          |
| 2.  | Сергій Ребров       | 1993/2008 | Динамо (31)                                                              | 31          |
| 3.  | Олег Блохін         | 1972/1987 | Динамо (24)                                                              | 24          |
| 4.  | Максим Шацьких      | 1999/2008 | Динамо (23)                                                              | 23          |
| 5.  | Жадсон              | 2004/2011 | Шахтар (16)                                                              | 16          |
| 6.  | Луїс Адріану        | 2008/2011 | Шахтар (16)                                                              | 16          |
| 7.  | Брандау             | 2003/2008 | Шахтар (15)                                                              | 15          |
| 7.  | Артем Мілевський    | 2006/2011 | Динамо (15)                                                              | 15          |
| 9.  | Леонід Буряк        | 1974/1983 | Динамо (14)                                                              | 14          |
| 10. | Андрій Воробей      | 2000/2011 | Шахтар (12), Дніпро (1)                                                  | 13          |
| 11. | Сергій Ателькін     | 1995/2000 | Шахтар (12)                                                              | 12          |
| 11. | Володимир Онищенко  | 1974/1977 | Динамо (12)                                                              | 12          |
| 11. | Діого Рінкон        | 2002/2007 | Динамо (12)                                                              | 12          |
| 11. | Фернандінью         | 2005/2011 | Шахтар (12)                                                              | 12          |
| 15. | Геннадій Литовченко | 1984/1994 | Дніпро (5), Динамо (4), Олімпіакос Греція (1), Адміра Ваккер Австрія (1) | 11          |
| 15. | Олександр Мелащенко | 1998/2005 | Ворскла (4), Динамо (5), Дніпро (2)                                      | 11          |

## Цікаві факти
- Найкращий український бомбардир усіх часів Андрій Шевченко, який забив 67 м'ячів у єврокубкових турнірах, перший гол забив 7 грудня 1994 року у ворота мюнхенської «Баварії» (рахунок — 1:4) на стадії групового турніру Ліги чемпіонів.

- Андрій Біба став першим футболістом, який забив дебютний гол, українських та радянських клубів в єврокубках. Ця подія сталася 12 вересня 1965 року, у матчі Кубка володарів Кубків УЄФА, між «Колрейном» з Північної Ірландії та київськими динамівцями — 1:6.